# Scutiger liupanensis
Scutiger liupanensis är en groddjursart som beskrevs av Huang 1985. Scutiger liupanensis ingår i släktet Scutiger och familjen Megophryidae. IUCN kategoriserar arten globalt som sårbar. Inga underarter finns listade i Catalogue of Life.